# Pasolini e la morte. Un giallo puramente intellettuale
Pasolini e la morte è un saggio di Giuseppe Zigaina, pubblicato da Marsilio nella collana Gli Specchi nell'ottobre del 2005.
Esiste una traduzione tedesca: "Pasolini und der Tod. Ein rein intellektueller Krimi", übersetzt und mit einem Vorwort versehen von Klaudia Ruschkowski, Deutsches Filmmuseum Frankfurt a.M., 2005.
L'autore in questo saggio sostiene la tesi che Pier Paolo Pasolini avesse iniziato fin dal 1958 a concepire la sua opera come una "messa in scena" della sua vita e che pertanto la sua morte sia stata da lui organizzata. Pasolini, sostiene Zigaina, si è fatto uccidere a Ostia offrendosi come vittima sacrificale in una domenica del 1975 che coincideva con il 2 novembre, Giorno dei Morti.
Il saggio ha in apertura una "Prefazione" nella quale l'autore si chiede come lo scrittore abbia voluto coinvolgerlo nella sua "storia", una storia che Pasolini ha esibito nei modi e negli aspetti più inattesi. L'autore sostiene che negli anni Cinquanta Pasolini aveva deciso di esprimersi con un linguaggio comprensibile a pochi giovani dove si preannunciava come "regista martire per autodecisione", dopo aver scelto l'anno, il mese, il giorno e le sequenze del "Rito Culturale" che doveva essere celebrato nel "recinto sacro", come scrive nel marzo del 1960 nella "Preghiera su commissione":
Dell'erba io ho una idea poetica.
E conosco l'eccesso della poesia.
Perciò ho commissionato dei versi,
per la mia consacrazione(!).
...per pregare dentro a questo spazio sacro
(dove, a dire il vero, non vado a piedi nudi).
Sempre secondo Zigaina, Pasolini avrebbe profetizzato anche quando la sua "strategia espressiva" sarebbe stata accolta come vera e comprensibile:
"Finché io non sarò morto, nessuno potrà dire di conoscermi veramente, cioè di poter dare un senso alla mia azione, che dunque, in quanto momento linguistico, è mal decifrabile".
Sempre nella Prefazione vengono esposte le ipotesi su cui ancora indagare per chi volesse scoprire il "Progetto e Mistero" di Pasolini a trent'anni della sua morte e Zigania sceglie la terza ipotesi:
1) Pasolini è stato vittima di uno dei tanti possibili omicidi ai danni di omosessuali;
2) Pasolini è stato eliminato dai servizi segreti per le accuse da lui rivolte al governo democristiano;
3) Pasolini è stato lui stesso a concepire e a organizzare la sua morte come un linguaggio destinato a incrementare di senso la totalità della sua opera.
Su questa terza ipotesi lavora Zigaina nei dodici capitoli che seguono la Prefazione: La libertà dello spettatore; "La volontà di Dante ad essere poeta"; Il film Medea ideato come ultima opera in assoluto; Organizzar il Trasumanar; L'opera diacronica; Patmos e l'Epoché; Il mito di Giona; Pasolini-Ciappelletto; Cose che non si dovrebbero dire; Autore e Spettatore democraticamente pari; Charta (sporca) e i Versi del testamento; Il non poter essere compresi.
Il saggio si chiude con una "Conclusione" nella quale Zigaina, oltre a ribadire la sua tesi, invita il lettore/spettatore a comprendere che il giallo di Pasolini "è fondato su un Evento che è inseparabile dalla vita di un uomo, e a cui l'uomo stesso dedica molte delle sue tante riflessioni sulla vita. Solo che quello di Pasolini è un giallo puramente intellettuale" in quanto ideato in ogni minimo dettaglio così come viene fatto da ogni artista che vuole la sua opera perfetta.

## Edizioni
- Giuseppe Zigaina, Pasolini e la morte. Un giallo puramente intellettuale, collana Gli Specchi, Marsilio, 2005,  p. 127, ISBN 88-347-8849-4.